# Murray Hill (New Jersey)

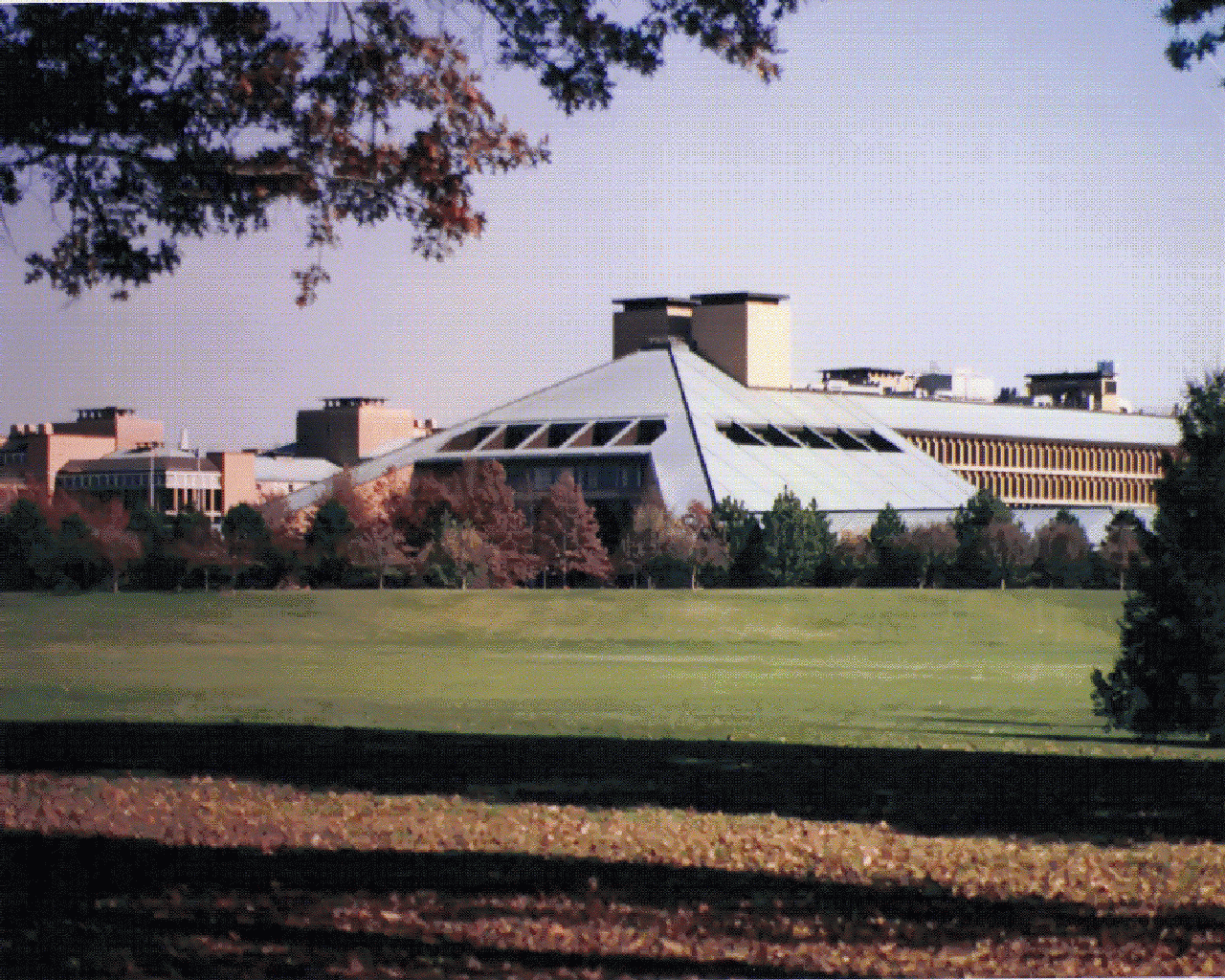
Bell Labs in Murray Hill, New Jersey

Murray Hill è una comunità non incorporata statunitense sita tra parti di Berkeley Heights e di New Providence nello stato del New Jersey.
È da lungo la sede centrale dei Laboratori Bell (parte di Nokia dal gennaio 2016), provenienti qui nel 1941 da New York City quando erano ancora una parte della Western Electric. La zona limitrofa condivide con Murray Hill il codice postale 07974 compreso il vicino  borough di New Providence.
Murray Hill deve il nome al suo fondatore Carl H. Schultz, creatore di un'azienda di acque minerali una volta sita nella First Avenue tra la 25° e la 26° strada a Murray Hill, distretto di Manhattan. Schultz acquistò un ampio appezzamento terriero durante gli anni 1880 ove eresse una residenza per sé e per la sua famiglia e donò il terreno da utilizzare per la costruzione di una stazione ferroviaria a condizione che la zona fosse chiamata "Murray Hill".